# 徳島中央広域連合
徳島中央広域連合（とくしまちゅうおうこういきれんごう）は、徳島県吉野川市及び阿波市の2市で構成される広域連合。

## 事務局
- 〒766-0013 徳島県吉野川市鴨島町上下島21番地1

### 主な事務内容
- 広域連合の区域における広域行政の推進に関すること
- 介護認定審査会の設置及び運営に関すること
- 常備消防事務（消防団事務を除く｡）に関すること
- 障害者自立支援審査会の設置及び運営に関すること

## 沿革
- 1970年：広域市町村圏振興整備措置要綱に基づき、徳島県中央地区広域市町村圏振興協議会が発足する。
- 1997年2月1日：地方自治法改正によって新たに創設された「広域連合制度」を取り入れることとし、全国で2番目の広域連合として「徳島中央広域連合」が発足する。
- 2002年4月1日：阿北消防組合を編入する。
- 2004年10月1日：麻植郡鴨島町、川島町、山川町、美郷村が合併し、吉野川市が発足する。
- 2005年4月1日：板野郡吉野町・土成町・阿波郡市場町・阿波町が合併し、阿波市が発足する。

## 組織
- 議会
  - 議員定数：8人（吉野川市：4人、阿波市：4人）
- 執行機関
  - 広域連合長：1人（関係市の長のうちから、関係市の長が投票によりこれを選挙する）
  - 副広域連合長：1人（広域連合長が広域連合の議会の同意を得て、関係市の長のうちから選任する）
  - 会計管理者：1人（構成市の会計管理者のうちから任命する）
  - 監査委員：2人（広域連合長が広域連合の議会の同意を得て、人格が高潔で、広域連合の財務管理、事業の経営管理その他行政運営に関し優れた識見を有する者及び広域連合議員のうちから、それぞれ1人を選任する）
- 選挙管理委員会
  - 選挙管理委員：4人（関係市の選挙権を有する者で、人格が高潔な者のうちから、広域連合の議会においてこれを選挙する）

## 常備消防事務

### 概要
- 消防本部：吉野川市鴨島町上下島21番地1
- 管内面積：335.25km2
- 職員数：116名
- 消防署3カ所
- 主力機械（2018年12月31日現在）
  - 消防ポンプ自動車：4
  - 水槽付消防ポンプ自動車：3
  - はしご付消防自動車：1
  - 救助工作車：1
  - 救急自動車：4
  - 指揮車：1
  - 燃料補給車：1
  - 資機材運搬車：5
  - 指揮車：1
  - 広報車：1
  - 人員搬送車：1
  - 査察車：6
  - ボート搬送トレーラー：3
  - ボート：7

### 消防署
| 消防署   | 住所                        |
| -------- | --------------------------- |
| 東消防署 | 吉野川市鴨島町上下島21番地1 |
| 中消防署 | 阿波市土成町秋月字月成12    |
| 西消防署 | 吉野川市山川町三島30番地7   |